# Einsteinium-254
Einsteinium-254 of 254Es is een onstabiele radioactieve isotoop van einsteinium, een actinide en transuraan element. De isotoop komt van nature niet op Aarde voor.
Einsteinium-254 kan ontstaan door radioactief verval van mendelevium-258.
{\displaystyle {\ce {{^{258}_{101}Md}->{^{254}_{99}Es}+\,_{2}^{4}\alpha }}}

## Radioactief verval
Einsteinium-254 vervalt vrijwel volledig onder uitzending van alfastraling tot de radio-isotoop berkelium-250:
{\displaystyle {\ce {{^{254}_{99}Es}->{^{250}_{97}Bk}+\,_{2}^{4}\alpha }}}
De halveringstijd gedraagt 275,7 dagen.
Verwaarloosbare gedeelten kunnen ook vervallen tot californium-254 (via elektronenvangst) en tot fermium-254 (via β–-verval).
{\displaystyle {\ce {{^{254}_{99}Es}+{e^{-}}->{^{254}_{98}Cf}+{\nu }_{e}}}}
{\displaystyle {\ce {{^{254}_{99}Es}->{^{254}_{100}Fm}+{e^{-}}+{\bar {\nu }}_{e}}}}
239Es · 240Es · 241Es · 242Es · 243Es · 244Es · 245Es · 246Es · 247Es · 248Es · 249Es · 250Es · 250mEs · 251Es · 252Es · 253Es · 254Es · 254mEs · 255Es · 256Es · 256mEs · 257Es · 258Es